# Gary Gillespie
Gary Thompson Gillespie (født 5. juli 1960 i Stirling, Skotland) er en tidligere skotsk fodboldspiller, der spillede som forsvarsspiller. Han var på klubplan primært tilknyttet Liverpool F.C. og Coventry City i England, men spillede også for Falkirk og Celtic i hjemlandet. Med Liverpool vandt han blandt andet tre engelske mesterskaber og Mesterholdenes Europa Cup.
Gillespie blev desuden noteret for 13 kampe for Skotlands landshold. Han deltog ved VM i 1990 i Italien.

## Titler
Engelsk 1. division
- 1986, 1988 og 1990 med Liverpool F.C.

Engelsk Liga Cup
- 1984 med Liverpool F.C.

Charity Shield
- 1986, 1988, 1989 og 1990 med Liverpool F.C.

Mesterholdenes Europa Cup
- 1984 med Liverpool F.C.